# Non ho l'età

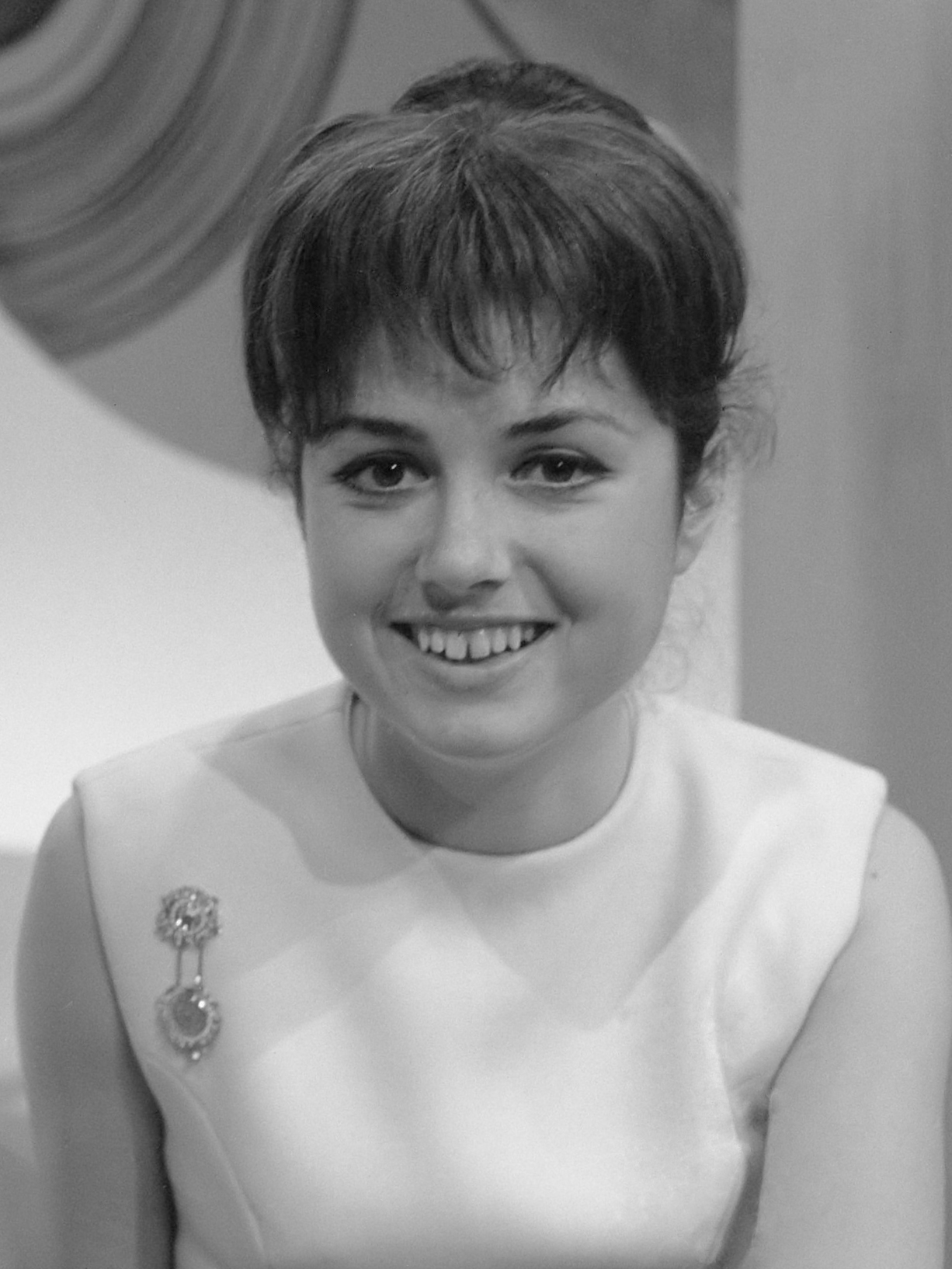
Gigliola Cinquetti, intérprete de la canción.

«Non ho l'età» —[non ˈɔ lleˈta]; en español: «No tengo la edad»— es una canción compuesta por Mario Panzieri e interpretada en italiano por Gigliola Cinquetti. Se lanzó como sencillo en 1964 mediante CGD. Fue elegida para representar a Italia en el Festival de la Canción de Eurovisión de 1964 tras ganar el Festival de la Canción de San Remo 1964, y se declaró ganadora de esa edición.
La canción se convirtió en un éxito comercial considerable para Cinquetti en Italia, el resto de Europa Continental, Escandinavia y alrededor del mundo; también grabó la canción en inglés («This Is My Prayer»), español («No tengo edad»), francés («Je suis à toi»), alemán («Luna nel blu») y japonés («Yumemiru Omoi»), y también ha sido versionada por una gran variedad de artistas en otros idiomas. Lili Ivanova, una famosa cantante búlgara, y Rebecca Pan, también versionaron la canción en 1964.

## Festival de Eurovisión

### Festival de la Canción de San Remo 1964
Esta canción participó en la final nacional para elegir al representante italiano del Festival de la Canción de Eurovisión de 1964. Fue interpretada una vez en las dos semifinales, primero por Patricia Carli y luego por Gigliola Cinquetti. La canción logró pasar a la final, donde fue interpretada por ambas cantantes y se declaró ganadora del festival. Cinquetti fue elegida sobre Carli por RAI para ser la intérprete en Copenhague.

### Festival de la Canción de Eurovisión 1964
Esta canción fue la representación italiana en el Festival de Eurovisión 1964. La orquesta fue dirigida por Gianfranco Monaldi.
La canción fue interpretada 12.ª en la noche del 21 de marzo de 1964 por Gigliola Cinquetti, precedida por Portugal con António Calvário interpretando «Oração» y seguida por Yugoslavia con Sabahudin Kurt interpretando «Život je sklopio krug». Al final de las votaciones, la canción había recibido 49 puntos, y se declaró ganadora del festival. Esta fue una de las victorias más amplias en la historia del certamen, pues consiguió casi triplicar los votos de la canción subcampeona, que recibió 17 puntos.
La actuación fue seguida por una histórica ovación que la confirmaba como gran favorita. Además, a Cinquetti se le permitió volver al escenario tras su interpretación después de haber ganado para saludar al público de nuevo, algo único en el festival.
Fue sucedida como representación italiana en el Festival de 1965 por Bobby Solo con «Se piangi, se ridi».

### Festival de la Canción de Eurovisión 1991
Cinquetti interpretó la canción «Non ho l'età» durante el acto de apertura del Festival de la Canción de Eurovisión 1991, celebrado en Roma, Italia, el 4 de mayo de 1991. Toto Cutugno, ganador de la edición anterior representando a Italia, la acompañó tocando el piano.

## Letra
La letra de la canción está escrita desde la perspectiva de una adolescente que le dice a su amado que no tiene la edad suficiente para poder amarlo, pero que tiene intenciones de hacerlo. Entonces le pide «deja que viva un amor romántico, mientras espero a que llegue ese día».

## Créditos
- Gigliola Cinquetti: voz
- Mario Panzieri: composición
- Nicola Salerno: letra
- Francisco Monaldi e la sua Orquesta: instrumentación, orquesta
- CGD: compañía discográfica

Fuente:

## Posicionamiento en listas
| País         | Lista                                         | Mejor posición |      |
| 1964         | 1964                                          | 1964           | 1964 |
| ------------ | --------------------------------------------- | -------------- | ---- |
| Alemania     | GfK Entertainment Charts                      | 3              |      |
| Bélgica      | Ultratop 50                                   | 1              |      |
| Francia      | Syndicat National de l'Édition Phonographique | 1              |      |
| Italia       | Musica e dischi                               | 1              |      |
| Noruega      | VG-lista                                      | 3              |      |
| Países Bajos | Single Top 100                                | 2              |      |
| Reino Unido  | Official UK Charts Company                    | 17             |      |

## Historial de lanzamiento
| Región      | Fecha | Formato                             | Discográfica       | Ref.   |
| ----------- | ----- | ----------------------------------- | ------------------ | ------ |
| Italia      | 1964  | Disco de vinilo 7", 45 RPM          | CGD                | [ 2 ]  |
| Italia      | 1964  | Disco de vinilo 7", 45 RPM, jukebox | CGD                | [ 25 ] |
| Alemania    | 1964  | Disco de vinilo 7", 45 RPM          | Italia             | [ 26 ] |
| Alemania    | 1964  | Disco de vinilo 7", 45 RPM          | Metronome Records  | [ 27 ] |
| Austria     | 1964  | Disco de vinilo 7", 45 RPM          | Italia             | [ 28 ] |
| Bélgica     | 1964  | Disco de vinilo 7", 45 RPM          | CGD Internazionale | [ 29 ] |
| Benelux     | 1964  | Disco de vinilo 7", 45 RPM          | CGD Internazionale | [ 30 ] |
| Brasil      | 1964  | Disco de vinilo 7", 33⅓ RPM         | RGE                | [ 31 ] |
| Dinamarca   | 1964  | Disco de vinilo 7", 45 RPM          | Triola             | [ 32 ] |
| España      | 1964  | Disco de vinilo 7", 45 RPM, EP      | Hispavox           | [ 6 ]  |
| Finlandia   | 1964  | Disco de vinilo 7", 45 RPM          | Italia             | [ 33 ] |
| Francia     | 1964  | Disco de vinilo 7", 45 RPM, EP      | Disques Festival   | [ 34 ] |
| Francia     | 1964  | Disco de vinilo 7", 45 RPM          | Disques Festival   | [ 35 ] |
| Francia     | 1964  | Disco de vinilo 7", 45 RPM, EP      | Disques Festival   | [ 36 ] |
| Grecia      | 1964  | Disco de vinilo 7", 45 RPM          | Fidelity           | [ 37 ] |
| Grecia      | 1964  | Disco de vinilo 7", 45 RPM          | MeloPhone          | [ 38 ] |
| Irlanda     | 1964  | Disco de vinilo 7", 45 RPM          | Decca Records      | [ 39 ] |
| Japón       | 1964  | Disco de vinilo 7", 45 RPM          | Seven Seas         | [ 40 ] |
| Noruega     | 1964  | Disco de vinilo 7", 45 RPM          | Triola             | [ 41 ] |
| Portugal    | 1964  | Disco de vinilo 7", EP              | Alvorada           | [ 42 ] |
| Reino Unido | 1964  | Disco de vinilo 7", 45 RPM          | Decca Records      | [ 43 ] |
| Suecia      | 1964  | Disco de vinilo 7", 45 RPM          | Triola             | [ 44 ] |
| Suecia      | 1964  | Disco de vinilo 7", 45 RPM, EP      | Triola             | [ 45 ] |
| Yugoslavia  | 1964  | Disco de vinilo 7", 45 RPM          | CGD                | [ 46 ] |
| Yugoslavia  | 1964  | Disco de vinilo 7", EP              | PGP RTB            | [ 47 ] |